# Sven Mijnans
Sven Mijnans (* 9. März 2000 in Spijkenisse, Provinz Zuid-Holland) ist ein niederländischer Fußballspieler. Er spielte bis 2018 für einen Amateurverein in seinem Geburtsort, jetzt bei AZ Alkmaar und ist niederländischer U21-Nationalspieler.

## Karriere

### Verein
Sven Mijnans, geboren in Spijkenisse, ein Rotterdamer Vorort mit rund 72.000 Einwohnern, wechselte im Jahr 2018 vom Viertligisten sv Spijkenisse in die zweite Mannschaft von Sparta Rotterdam und gab am 19. September 2020 im Alter von 20 Jahren sein Debüt als Profi in der Eredivisie, als er beim 0:2 im Auswärtsspiel der ersten Mannschaft bei Vitesse Arnheim eingesetzt wurde. Schnell kam er regelmäßig auf verschiedenen Positionen zum Einsatz, stand allerdings nicht oft in der Anfangself. Vom 3. bis einschließlich dem 7. Spieltag auf einem Abstiegsplatz, beendete Sparta Rotterdam die Saison auf dem achten Platz und qualifizierte sich somit für die ligainternen Play-offs um die Teilnahme an der UEFA Europa Conference League, scheiterte allerdings im Halbfinale am Stadtrivalen Feyenoord Rotterdam. Eine Saison später war für Sparta Rotterdam Abstiegskampf angesagt und war am 30. Spieltag noch Tabellenletzter, konnte allerdings bis auf den 14. Platz klettern und sicherte sich somit den Klassenerhalt. Mijnans hatte auch während dieser Spielzeit regelmäßig in der Liga gespielt, stand freilich auch dieses Mal nicht in jeder Partie in der Startformation.
Ende Januar 2023 verpflichtete ihn der Ligakonkurrent AZ Alkmaar, bei dem Mijnans einen langfristigen Vertrag bis Sommer 2028 unterzeichnete.

### Nationalmannschaft
Im Juni 2022 debütierte Sven Mijnans beim 6:0-Sieg im EM-Qualifikationsspiel im Yanmar Stadion in Almere gegen Gibraltar für die niederländische U21-Nationalmannschaft.